# Alfons II. (Provence)

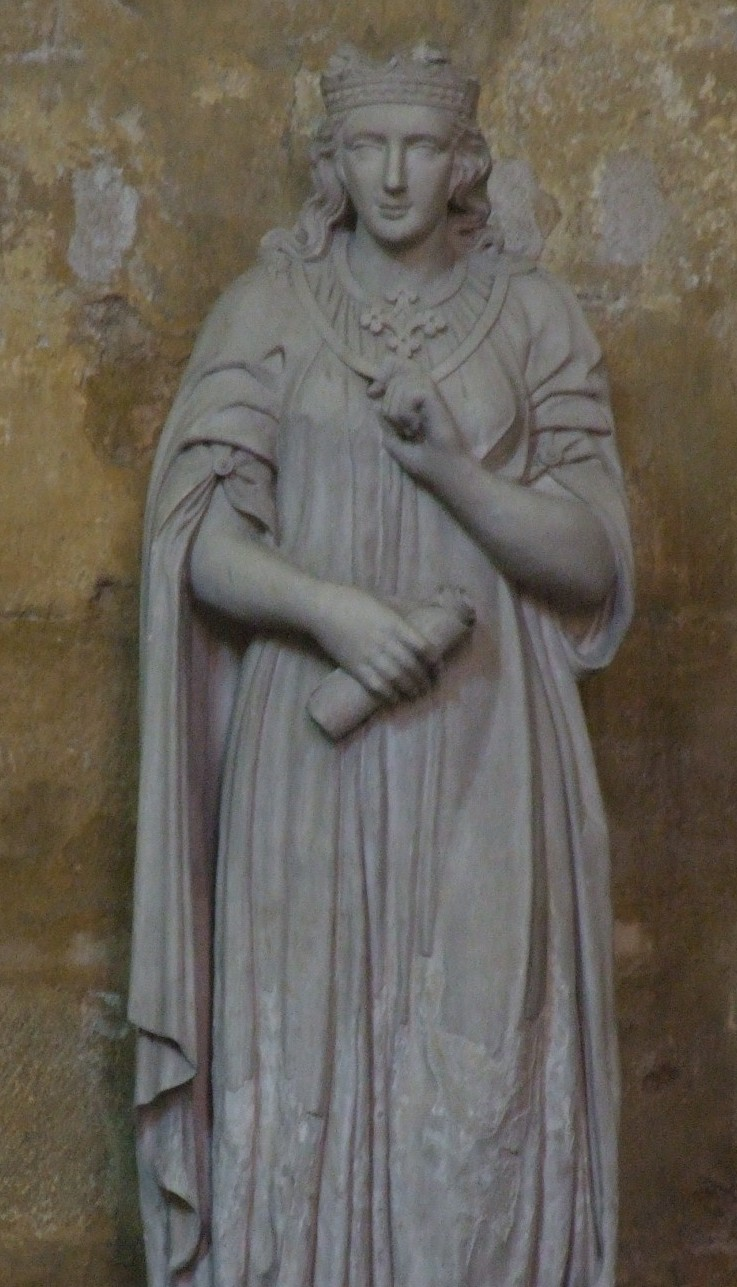
Statue von Alfons II. Provence

Alfons II. (* 1180; † 2. Februar 1209 in Palermo, Sizilien) aus dem Haus Barcelona war von 1185 bis 1209 Graf der Provence.

## Leben
Alfons II. wurde als Alfons Berengar geboren und trug den Titel Infant. Seine Eltern waren König Alfons II. von Aragón und dessen Gemahlin Sancha von Kastilien. Sein älterer Bruder Peter II. war König von Aragon.
Er wurde von seinem Vater 1185 zum Mitgraf der Provence erhoben und regierte dabei zusammen mit seinen Onkeln Raimund Berengar und Sancho. Ab 1195 regierte er allein.

## Ehe und Nachkommen
Alfons heiratete 1193 in Aix-en-Provence Garsende de Sabran, Gräfin und Erbin von Forcalquier (1180–1218), Tochter des Raimund I. de Sabran, Sire de Caylar und seiner Frau Gersende, Gräfin de Forcalquier. Mit seiner Gemahlin hatte Alfons zwei Kinder:
- Raimund Berengar V. (1205–1245), Graf der Provence
- Gersende († 1263), ⚭ Guillaume II. de Moncada, Vicomte de Béarn[2]